# Teupin Batee (Blang Bintang)
Teupin Batee is een bestuurslaag in het regentschap Aceh Besar van de provincie Atjeh, Indonesië. Teupin Batee telt 297 inwoners (volkstelling 2010).